# 고운촌
고운촌(甲運村)은 야마나시현 니시야마나시군에 설치되었던 촌이다. 현재의 고후시에 해당한다.

## 역사
- 1875년 2월 - 야마나시군 4개 촌이 합병해 아사이촌이 성립하였다.
- 1878년 7월 22일 - 군구정촌편직법에 의해, 아사이촌은 니시야마나시군에 소속되었다.
- 1889년 7월 1일 - 정촌제 시행에 의해 아사이촌이 단독으로 지자체를 형성하였다.
- 1954년 10월 17일 - 고후시에 편입해, 동일 아사이촌은 폐지되었다.

## 교통

### 철도
현재는 구촌에 일본국유철도 주오본선이 지나가지만, 역은 소재하지 않았다.

### 도로
- 고슈 가도 (현 국도 제411호선

## 참고문헌
- 角川日本地名大辞典 19 山梨県